# Ливан на летних Олимпийских играх 1960
Ливан принимал участие в Летних Олимпийских играх 1960 года в Риме (Италия) в третий раз за свою историю, пропустив Летние Олимпийские игры 1956 года, но не завоевал ни одной медали. Сборная страны состояла из 19 спортсменов (все — мужчины), которые приняли участие в соревнованиях по лёгкой атлетике, тяжёлой атлетике, фехтованию, парусному спорту, стрельбе и борьбе.